# S.
S. è un romanzo grafico pubblicato dall'autore italiano Gian Alfonso Pacinotti, in arte Gipi, nel 2006. 
La colorazione delle vignette sfrutta la tecnica dell'acquerello.

## Trama
Il libro è dedicato alla memoria del padre dell'autore, Sergio (da cui l'abbreviazione S.). Dopo la sua morte, nel figlio s'intrecciano i ricordi alimentati dai suoi racconti. 
Tra gli eventi della Seconda guerra mondiale, si citano il bombardamento aereo di Pisa, l'aiuto dato a due giovani soldati tedeschi che volevano consegnarsi alle truppe americane e il momento in cui la sua casa fu visitata da alcuni soldati tedeschi propensi ad abusare delle donne presenti, mentre S. e il fidanzato della sorella erano nascosti in cantina. 
Del periodo preadolescenziale dell'autore, è narrato il campeggio fatto da S. e dal cognato, con i loro figli maschi, nella tenuta presidenziale di San Rossore, durante il quale i due uomini furono arrestati dai militari preposti alla vigilanza, lasciando da soli i ragazzini.
Nel momento della morte di S., il figlio è assente perché sta giocando a Counterstrike. Pensando di interpretare il desiderio del defunto, i suoi famigliari lo fanno cremare per disperdere le ceneri in mare, ma quest'ultima azione è ancora vietata dalla legge dell'epoca; essi escogitano quindi uno stratagemma per far uscire l'urna dal cimitero, ma l'autore non trova il coraggio di andare ancora in barca e continua a tenere le ceneri del padre in casa.

## Edizioni
- Gipi, S., Bologna, Coconino Press, 2006, ISBN 88-7618-062-1.
- Gipi, Esterno notte; S.; La mia vita disegnata male, Omnibus, Bologna, Coconino Press, 2011, ISBN 9788876181276.
- Gipi, S., collana Gipi n. 4, Roma, Repubblica-L'Espresso, 2018.
- Gipi, S., Bologna, Coconino Press-Fandango, 2022, ISBN 9788876186028.